# スターキャッスル
スターキャッスル (Starcastle)は、アメリカ合衆国のロック・バンド。

## 概要
主に1970年代後半に活動したプログレッシブ・ロック・バンド。その音楽性の類似から、「アメリカのイエス」と称された。

## 略歴
1969年、イリノイ大学の学生、ギターのスティーヴン・ハグラー、ドラムスのマイク・キャッスルホーン、そしてベースのポール・タスラーの3人がバンド「St. James」を結成。その後、マイク・キャッスルホーンの交通事故死、ポール・タスラーの兄であるスティーヴ・タスラーの加入などがあり、幾度かのメンバーチェンジが行なわれた。また、ポール・タスラーが脱退し、後任にゲイリー・ストレーターが加入した。この頃、バンド名を「Mad John Fever」として、スティクス、マイク・ブルームフィールド、ブルー・オイスター・カルトなどとツアーを行なっている。
1973年にREOスピードワゴンのファースト・アルバムでボーカルを担当していたテリー・ルトゥレルが加入し、プロ・デビューに向けた活動を開始。それまでテリー・ルトゥレルが参加していたバンド「Sea Daddy」からマシュー・スチュワートも同時期に加入した。
1974年にバンド名を「ペガサス」に改名して、ストローブスのツアーの前座を行なったが、既に同名のバンドが存在していることが発覚したために、バンド名を「スターキャッスル」に変更した。この頃にゲス・フー、エルヴィン・ビショップ、ロキシー・ミュージック、モントローズ、シャ・ナ・ナなどのツアーに同行して前座を行なっている。
1974年8月にデモ・テープ「レディ・オブ・ザ・レイク」を制作。
1975年、「レディ・オブ・ザ・レイク」が地元のラジオ局「WGPU」で頻繁にかけられ、同時にクラブでの演奏も数多くこなしていくようになり、マーキュリーやCBSといった幾つかのレコード会社からも注目される。同年8月、エピック・レコードと契約し、デビュー・アルバムのレコーディングを開始する。
1976年1月、バンドと同名のアルバム『スターキャッスル』でデビュー。この時点でのメンバーは、
- ゲイリー・ストレーター: ベース、ボーカル
- テリー・ルトゥレル: リード・ボーカル
- ハーブ・シルト: キーボード
- スティーヴ・タスラー: ドラム、パーカッション、ボーカル
- マシュー・スチュワート: ギター、ボーカル
- スティーヴン・ハグラー: ギター、ボーカル

1977年5月、セカンド・アルバム『神秘の妖精』をリリース。さらに同年、サード・アルバム『星の要塞』をリリースするが、商業的に成功することはなかった。日本では「アメリカのイエス」、「イエスのパクリ」としてラジオでジョークで放送される程度に終わった。
1978年、音楽性を大幅に変更した4作目のアルバム『リアル・トゥ・リール』をリリースしたが、これも商業的に失敗。デビュー以来の不動であった6人のメンバーの中からテリー・ルトゥレルとハーブ・シルトが脱退するに至る。一時はスティーヴン・ハグラーをボーカリスト兼任とし、その後に新たなボーカリスト、ラルフ・ゴールドハイム（元・Timberline）が加入してライブ活動を行なっていたが、更にはスティーヴン・ハグラーとスティーヴ・タスラーが脱退し、1980年頃に活動を停止した。
デビューから活動停止までのこの間、スターキャッスルは積極的にライブ活動を行っており、ゲイリー・ライト、カンサス、スティックス、ボストン、サンタナ、テッド・ニュージェント、ヴァン・ヘイレン、エレクトリック・ライト・オーケストラ、ジェスロ・タル、U.K.、ジェントル・ジャイアント、ジャーニー、フォリナー、ピーター・フランプトンなどのバンドとツアーをしている。しかし、いつも前座であり、メイン・アクトのバンドとなったことは一度もない。
1982年にリーダー格であるゲイリー・ストレーターによりスターキャッスルの再結成が企画されるが、デビュー時の他のメンバーが誰ひとりとして再結成に興味を示さず、ゲイリー・ストレーターとラルフ・ゴールドハイムの2人以外は全くの別メンバーという編成にてライブ活動が行われる。この頃に、活動の拠点を地元のイリノイ州からカリフォルニア州に移している。その後にゴールドハイムが脱退し、後任にジョージ・ハープをボーカリストに迎えてライブ活動を継続。しかし、レコード会社も興味を示さず、レコード発売には至らずに再度の解散となった（この頃のライブは、ハード・ポップな演奏をしているブートレグ・ビデオで確認することができる）。
その後もストレーターは何度となくスターキャッスルの再結成をしようとし、1996年には自らインターネットのニュース・グループで再結成を宣言したものの、それも軌道に乗らずに頓挫し、ストレーターはしばらくの間、沈黙してしまう。
2003年、ストレーターは再度、スターキャッスルの再結成を宣言し、レコーディングを開始した。このレコーディングには旧メンバーのゲスト参加の他、オリヴァー・ウェイクマン（リック・ウェイクマンの長男）やアニー・ハズラム（元ルネッサンス）が参加している。
2004年、ストレーターがすい臓癌のために、一時、レコーディングが中断。4月にはストレーターのためのベネフィット・コンサートが開催され、ストレーターを含めたオリジナル・メンバーにて4曲が演奏されている。これがストレーターのスターキャッスルでの最後の演奏となり、彼は同年9月19日に死去（51歳）。製作中のアルバムが断念されたが、残りのメンバーにて制作が継続された。
2007年3月、予定を大幅に遅れて新作アルバムが『ソング・オブ・タイムズ』のタイトルにてリリースされた。この直後に、ストレーターの追悼と新作発売記念を兼ねたライブが催されている。旧メンバー（キーボード奏者のハーブ・シルトを除く）が集結し、オリヴァー・ウェイクマンのゲスト参加もあって、ライブは大成功に終わった。その後しばらくの間、スターキャッスルは活動を停止してしまう。
2010年9月に久々の公式発表があった。1980年代に活動していた時の未発表音源を2011年の早い時期にCDとして発売するという企画である。録音メンバーはゲイリー・ストレーター、ブルース・ボッツ、ジョージ・ハープ、スコット・マッケンジーの4人。この音源は2018年11月に『Alchemy』のタイトルでネット配信販売がされている。
2018年11月、未発表音源アルバム『Alchemy』の発表と同時に、閉鎖されていた公式ウェブサイトが再開された。その内容によると、スターキャッスルは現在も存続しており、2019年に新作アルバムを発表する予定があるとのこと。2018年のこの時点でのメンバーは、ジョージ・ハープ（ボーカル）、ブルース・ボッツ（ギター）、ジム・クエスタ（キーボード）、マット・ウィレス（ベース）、ティム・ベイカー（ドラム）の5人。
一方、1979年にスターキャッスルを脱退したキーボード奏者のハーブ・シルト（ハーバート・シルト Herbert Schildt）は、その後にイリノイ大学でコンピュータ・サイエンスの学位を取得し、コンピュータ・コンサルティング会社を設立。そして、コンピュータ・プログラミングなどに関する多数の教則本を著し、コンピュータ教育界の第一人者として世界で広く知られるに至る。日本においても翻訳された『独習C++』、『独習C』などの著書はプログラミング入門書、教材として広く読まれている。
また、オリジナル・メンバーのスティーヴ・タスラーはソロ・アルバム『Alive Beyond Recognition』(2002年)を発表している。ゲイリー・ストレーターはソロ・アルバム『Eleven to the Fourth Twice』(2002年)を発表している。スティーヴン・ハグラーは「スティーヴ＆キャロル・ハグラー」の名義で『Echoes of Light』(2002年)を発表している。

## ディスコグラフィ

### スタジオ・アルバム
- 『スターキャッスル』 - Starcastle (1976年)
- 『神秘の妖精』 - Fountains of Light (1977年)
- 『星の要塞』 - Citadel (1977年)
- 『リアル・トゥ・リール』 - Real to Reel (1978年)
- 『ソング・オブ・タイムズ』 - Song of Times (2007年)

### ライブ・アルバム
- Concert Classics vol.5 (1999年) ※1979年のライブ音源（ただし、権利関係に未解決の問題があったためにすぐに回収・廃盤）
- 『シャイン・オン・ブライトリー (ライヴ・イン・USA’78)』 - Shine On Brightly (2001年) ※同じ1979年のライブ音源（こちらは正規盤で『Concert Classics vol.5』とはジャケットが異なる）
- Alive in America (2006年) ※これも同じ1979年のライブ音源（これも前述の2つのライブ盤とジャケットが異なる）

### コンピレーション・アルバム
- 『クロノス1』 - Chronos 1 (2001年) ※デモ音源・未発表音源集
- Alchemy (2018年) ※未発表音源集、ネット配信販売のみ